# 카 포스카리

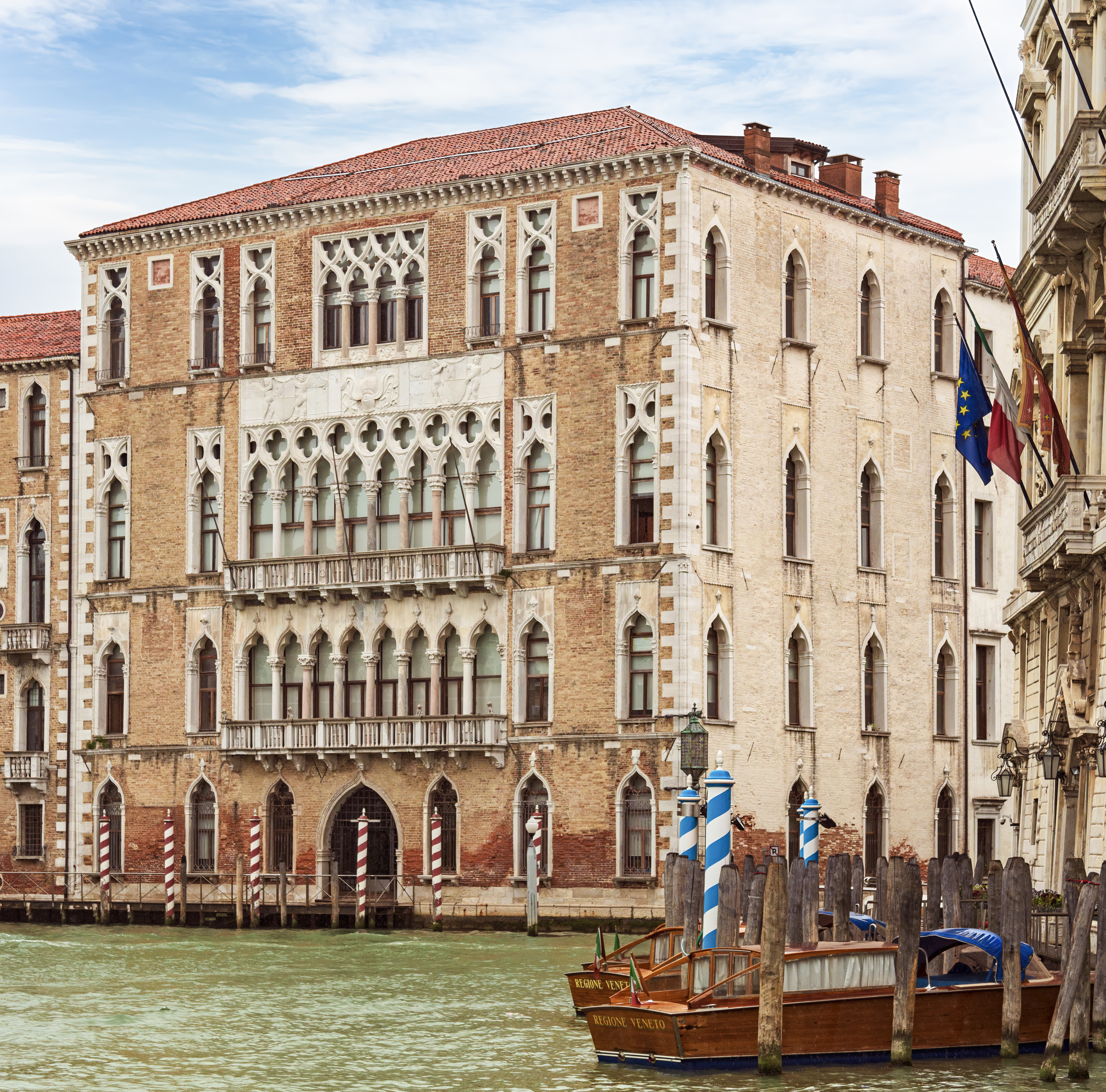
카 포스카리

카 포스카리(이탈리아어: Ca' Foscari)는 이탈리아 베네치아 도르소두로 카날 그란데에 있는 고딕 양식의 건축물이다. 현재는 카 포스카리 베네치아 대학교의 동쪽 장소로 사용되고 있다.

## 같이 보기
- 프란체스코 포스카리
- 카를로 스카르파
- 빌라 포스카리